# Orthotrichia gressitti
Orthotrichia gressitti is een schietmot uit de familie Hydroptilidae. De soort komt voor in het Australaziatisch gebied.